# László Cseh
László Cseh, född 3 december 1985 i Halásztelek, Ungern, är en ungersk medleysimmare och sexfaldig olympisk medaljör.
Cseh tog under de Olympiska sommarspelen 2008 i Peking, totalt tre silvermedaljer i 400 meter medley, 200 meter medley och 200 meter fjärilsim. Han slog även nytt Europarekord i samtliga tre grenar. Det är också anmärkningsvärt att Cseh under OS 2008 placerade sig bakom den amerikanske simmaren Michael Phelps som vann genom att sätta nytt världsrekord i samtliga tre grenar.
Vid OS i Tokyo 2021 tog sig Cseh till finalen på 200 meter medley och slutade på 7:e plats.

### Fotnoter
1. ↑  ”László Cseh Bio, Stats, and Results - Olympics at Sports.reference.com”. sportsreference.com. Sportsreference. Arkiverad från originalet den 25 september 2015. https://web.archive.org/web/20150925000224/http://www.sports-reference.com/olympics/athletes/cs/laszlo-cseh-jr-1.html. Läst 3 december 2015.
2. ↑  ”Resultat – Final” (PDF). olympics.com. Arkiverad från originalet den 30 juli 2021. https://web.archive.org/web/20210730023646/https://olympics.com/tokyo-2020/olympic-games/resOG2020-/pdf/OG2020-/SWM/OG2020-_SWM_C73A1_SWMM200MIM------------FNL-000100--.pdf. Läst 27 december 2021.